# 알 카디미야 사원

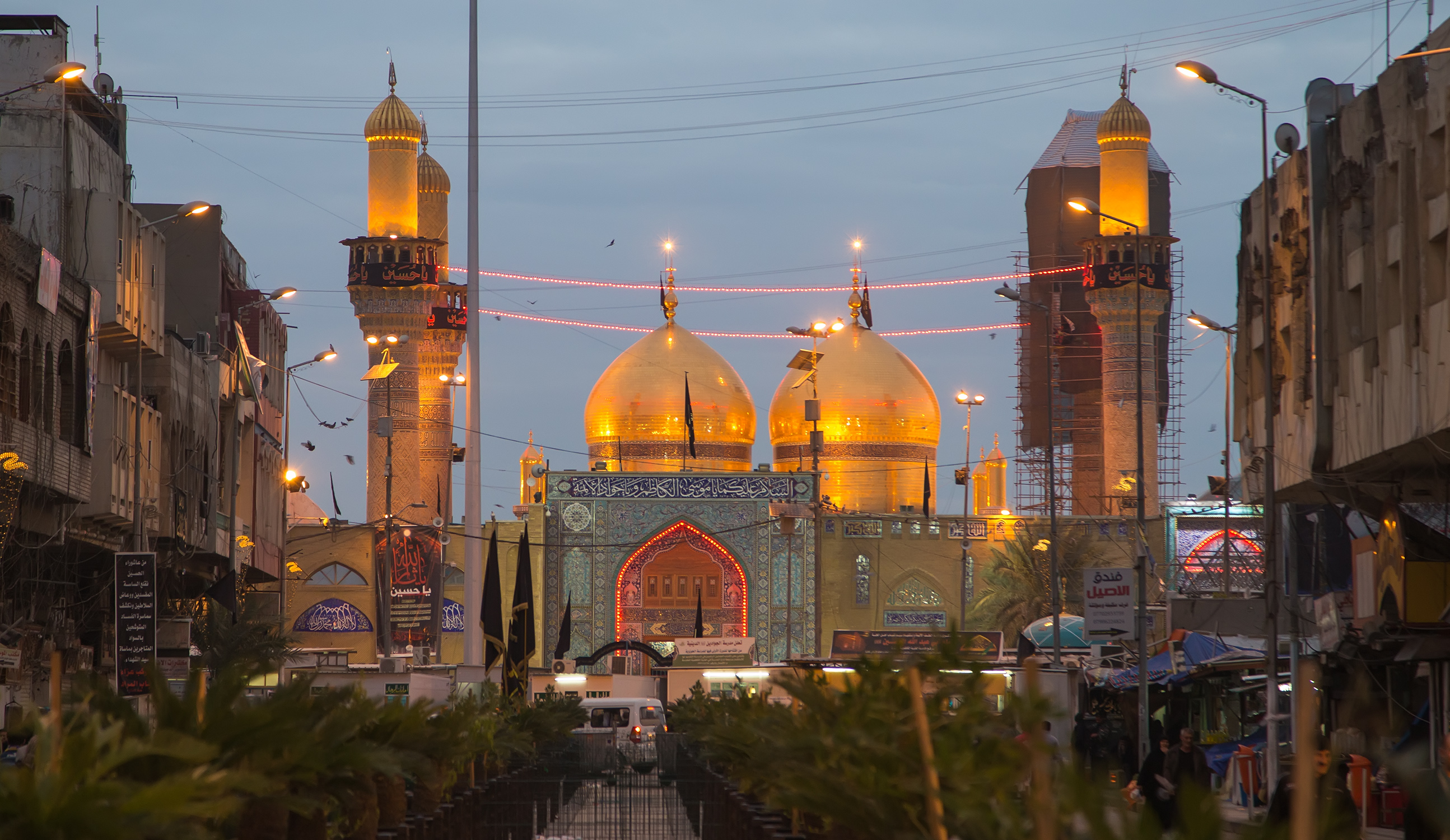

알 카디미야 사원(Al-Kadhimiya Mosque, مَـسـجـد الـكَـاظـمـيّـة)은 이라크 바그다드의 시아파 거주지역인 카디미야(Kadhimiya)에 위치한 이슬람 사원이다. 이 사원은 이슬람 세계에서 가장 중요한 사원 중 하나로 금으로 장식한 돔과 뾰족탑이 유명하다. 이슬람 시아파에서 예언자의 후계자로 추앙 받는 7대 이맘 무사 알 카딤(Musa al-Kadhim)과 그의 손자 9대 이맘 모하메드 알 자와드(Muhammed al-Jawad)가 이곳 일대에 묻혀 있으며, 현재의 건물은 1502년부터 1524년까지 사파비 왕조의 이스마일 1세가 복원한 것으로 추정된다.

## 같이 보기
- 시아파

## 참고 문헌
- 이 문서에는 다음커뮤니케이션(현 카카오)에서 GFDL 또는 CC-SA 라이선스로 배포한 글로벌 세계대백과사전의 〈알 카디미야 사원〉 항목을 기초로 작성된 글이 포함되어 있습니다.